# Château du Fouilloux
 (août 2015).
Le château du Fouilloux est un château situé en Mayenne, à Saint-Germain-le-Fouilloux. Il se situe au sommet d’une colline avec vue sur la vallée de l'Ernée. Il est construit à l’emplacement même de l'ancien château seigneurial. En 1840, M. de Sérières considère comme une construction moderne ce corps de logis rectangulaire flanqué d’un pavillon en équerre et constitué de 3 niveaux, dont les combles, et de 6 travées au nord.

## Histoire

Armes des Brée : d'argent à deux fasces de sable au sautoir de gueulles brochant sur le tout

Des actes de la fin du XIIe siècle mentionnent les seigneurs des lieux. Son premier seigneur connu est Gervais de Brée. L'origine de la Famille de Brée n'est pas avérée. Voir: Croisés de la Mayenne.
Les fiefs d'Entrammes s'étendaient en Saint-Germain-le-Fouilloux, Saint-Jean-sur-Mayenne, Montflours, et autres paroisses, et qui dépendaient primitivement de la châtellenie d'Entrammes, à laquelle des tailles étaient dues à la mi-août par les fiefs de Fouilloux, de Maritourne (Argentré), d'Orenge, de la Marche, de la Ragottière et de Beauvais. Guy XII de Laval acheta les fiefs d'Entrammes, et non la terre et châtellenie d'Entrammes, en 1408, de Jeanne de Mathefelon, avec les châtellenies de Saint-Ouen et de Juvigné.
Foylleux en 1416, la seigneurie est un fief vassal relevant de la châtellenie de Laval. Le domaine est érigé en châtellenie par acte de Guy XII de Laval en 1542.
En 1601, le château est décrit comme chasteau et maison seigneuriale avec autres maisons comprises au circuit et enclos d'icelle ; grand jardin clos de murailles et deux vergers autour, sur le bord des fossés d'icelluy chasteau.
En 1671, Louis-Joseph de Montecler, seigneur de la chatellenie de Fouilloux, doit vingt livres de taille à Henri III de La Trémoille, comte de Laval, pair de France ; il doit 40 sols pour la terre de Saint-Jean de Mayenne il doit pour la chatellenie de Montchevrier 4 livres de taille et quarante jours et quarante nuits de garde en la ville de Laval. Louis-Joseph, gouverneur de Laval, fut inhumé en 1686 dans l'église de Saint-Tugal.
Le domaine du Fouilloux est acheté par Louis de la Chapelle à Louis-Joseph de Montecler, gouverneur de Laval.
Le château actuel est édifié sur les plans de l'architecte Jean-Baptiste Tellot de Laval, vers 1785 par Michel René François du Mans, époux de Louise de la Chapelle.  Son fils Michel du Mans de Bourglevesque  est maire de Saint-Germain-le-Fouilloux et député de la Mayenne de 1829 à 1830.
Le château comporte un corps de logis flanqué d'un pavillon en équerre, avec deux étages sous des combles à lucarnes. On y trouve un jardin en terrasses. Il subsiste aussi une chapelle du XVIIIe siècle.
L'édifice et son domaine font l'objet d'une inscription au titre des monuments historiques depuis le 1er septembre 2016,.